# Efunroye Tinubu
Efunroye Tinubu (c. 1810-1887), cuyo nombre de nacimiento era Efunporoye Osuntinubu, fue una figura políticamente significativa en la historia de Nigeria debido a su papel como una política, poderosa aristócrata y comerciante traficante de esclavos en la Nigeria precolonial y colonial. Fue una figura importante en Lagos durante los reinados de Obas Adele, Oluwole, Akitoye y Dosunmu.

## Biografía

### Infancia
Tinubu nació en la zona forestal de Ojokodo en Egbaland. El nombre de su padre era Olumosa. Supuestamente era de ascendencia Owu, ya sea por su lado materno o paterno. Según los informes, la señora Tinubu se casó varias veces. Su primer matrimonio fue con un hombre Owu. Dio a luz dos hijos. Después de la muerte de su esposo, se volvió a casar con el exiliado oba Adele Ajosun en 1833, quien, mientras visitaba Abeokuta, quedó encantado con Tinubu. Se mudó con el exiliado oba a Badagry, que era tradicionalmente el lugar de refugio de los monarcas de Lagos. En Badagry, aprovechó las conexiones de Adele para construir un  negocio de comercio de tabaco, sal y esclavos.
Tinubu parece haber tenido otro matrimonio con un tal Momoh Bukar, un erudito árabe. Los hijos de Momoh de otras esposas adoptaron más tarde el nombre Tinubu.

## Trayectoria

### Lagos
El exiliado oba Adele todavía estaba en Badagry cuando murió su sucesor, oba Idewu. El príncipe Kosoko, el hermano de Idewu Ojulari, fue uno de los principales aspirantes al trono ahora vacante. Eletu Odibo, el principal hacedor de reyes, frustró la aspiración de Kosoko y Adele fue invitada por él para convertirse en oba nuevamente. Tinubu acompañó a Adele a Lagos, pero el oba murió 2 años después. Después de la muerte de Adele en 1837, Tinubu presuntamente apoyó a Oluwole (su hijastro) en su apuesta por la corona de Lagos sobre la de Kosoko.
Oba Oluwole tuvo conflictos recurrentes con Kosoko, quien sintió que él era el verdadero heredero al trono. En consecuencia, este último fue desterrado a Ouidah. Durante el reinado de Oluwole, Madame Tinubu se volvió a casar con un Yesufu Bada, alias Obadina, que era el capitán de guerra de Oluwole y con el apoyo de Oluwole, las actividades comerciales de Tinubu y Yesufu en Egbaland crecieron.
Cuando Oluwole murió en 1841, Tinubu apoyó a Akitoye (su cuñado) en su apuesta por su reinado sobre el de Kosoko. Después de que Akitoye se convirtiera en oba, otorgó a Tinubu concesiones comerciales favorables. Contra el deseo de sus jefes, Akitoye invitó a Kosoko a regresar a Lagos y trató de aplacarlo. Poco después, Kosoko desalojó a Akitoye del trono. Teniendo en cuenta la alianza de Tinubu con Akitoye, ella y otros seguidores de Akitoye huyeron a Badagry cuando Kosoko se convirtió en oba en 1845. Como mujer rica, Madame Tinubu pudo influir en las decisiones económicas y políticas durante su tiempo en Badagry. Trató de reunir a los partidarios de Akitoye para hacer la guerra contra Kosoko.
En diciembre de 1851 y con el pretexto de abolir la esclavitud, los británicos bombardearon Lagos, desalojaron a Kosoko del trono e instalaron un Akitoye más dócil como oba de Lagos. Aunque Akitoye firmó un tratado con Gran Bretaña que prohibía la trata de esclavos, Tinubu subvirtió el tratado de 1852 y secretamente cambió esclavos por armas con comerciantes brasileños y portugueses. Además, obtuvo una extensión de tierra de Akitoye que ahora constituye parte de la actual Tinubu. Square y Kakawa Street. Más tarde, se desarrolló un conflicto entre Tinubu y algunos traficantes de esclavos, incluido Possu, un leal a Kosoko. En consecuencia, Possu, Ajenia y otros comerciantes intentaron instigar un levantamiento contra Akitoye debido a la influencia de Madam Tinubu en Lagos. En aras de la paz, Benjamin Campbell, el cónsul británico en Lagos, le pidió a Akitoye que exiliara a Tinubu. Después de la muerte de Akitoye, Tinubu regresó a Lagos y le dio su apoyo a su sucesor, Dosunmu. Bajo el reinado de Dosunmu, Tinubu tenía una fuerza de seguridad masiva compuesta por esclavos y, a veces, ejecutaba las órdenes que generalmente daba el rey. Como resultado, Dosunmu empezó a desconfiar de su influencia en Lagos. Una novedad fue el apoyo del gobierno colonial al regreso de los cautivos repatriados (en su mayoría de herencia yoruba) para establecerse en Lagos. Muchos de los repatriados, también llamados Saro, fueron favorecidos por los británicos en el comercio y pronto comenzaron a dominar el comercio legítimo en Lagos.
En 1855, cuando Campbell viajó a Inglaterra, Tinubu intentó influir en Dosunmu para limitar la influencia de los repatriados. Dosunmu no se comprometió con su solicitud y, en consecuencia, se alega que Tinubu participó en un levantamiento contra los retornados en el que su esposo, Yesufu Bada, fue un participante importante.] Cuando Campbell regresó en 1856, le pidió a Dosunmu que desterrara a Tinubu. En mayo de 1856, Tinubu fue desterrado a Abeokuta.

### Abeokuta
En Abeokuta, Madame Tinubu comerciaba con armas y suministró municiones a esta localidad en la guerra contra Dahomey. Sus actividades en la guerra le valieron el título  de iyalode de todo el pueblo egbaland. Mientras estaba en esta localidad, supuestamente se opuso a las políticas coloniales en Lagos. En 1865 un incendio envolvió las tiendas de algunos comerciantes, incluidas algunas de sus propiedades en Abeokuta. Sin embargo esto no parece haberla debilitado financieramente. Tinubu también se involucró en las actividades de creación de reyes de Abeokuta, apoyando al príncipe Oyekan sobre Ademola por el título de Alake de Egbaland en 1879. Mientras estaba en Abeokuta, supuestamente se opuso a las políticas coloniales en Lagos.

## Muerte y legado

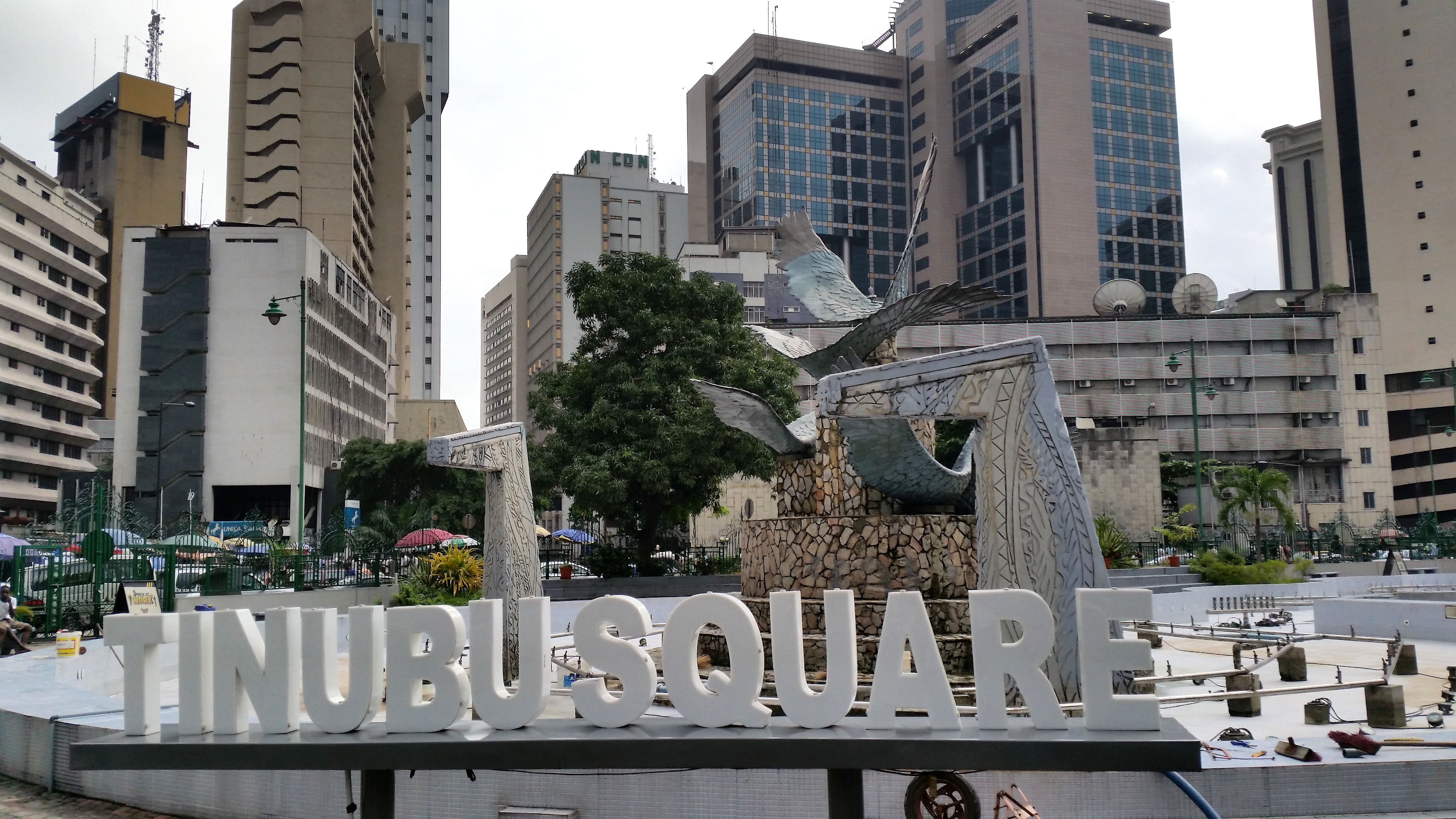
Plaza Tinubu

Tinubu murió en 1887. La plaza Tinubu en la isla de Lagos, un lugar anteriormente conocido como Plaza de la Independencia, lleva su nombre. Ita Tinubu (el recinto de Tinubu o Plaza Tinubu) había sido conocida por ese nombre durante mucho tiempo antes de la independencia del país, pero los líderes de la Primera República la rebautizaron como Plaza de la Independencia.
Fue enterrada en los cuartos de Ojokodo en Abeokuta.

## Opiniones sobre la trata trasatlántica de esclavos
Algunas publicaciones han afirmado sin ningún fundamento que Madame Tinubu se convirtió en una persona diferente después de enterarse de los males de la trata transatlántica de esclavos.
Sin embargo, una hagiografía a menudo citada sobre Madame Tinubu por Oladipo Yemitan pinta una imagen diferente de una postura sin disculpas y con ánimo de lucro.

En una ocasión, durante su última estancia en Abeokuta, supuestamente vendió a un niño como esclavo y fue acusada de ello. Cuando fue procesada ante Ogundipe Alatise por el asunto, según los informes, explicó: 'Tengo una casa grande y debo alimentarlos bien. Necesito dinero para hacer eso, por eso '.
Oladipo. Yemitan, 'Madame Tinubu: comerciante y hacedor de reyes' 

Otra sección de la biografía de Tinubu de Yemitan, conocida como el caso Amadie-Ojo, captura un acuerdo de comercio de esclavos que se arruinó en 1853 (sobre todo después del Tratado de 1852 que abolió la esclavitud en Lagos) donde Madame Tinubu le dice a otro comerciante de esclavos (Domingo Martínez) que "ella preferiría ahogar a los esclavos [20 en número] que venderlos con descuento ".